# Кисть (анатомия)

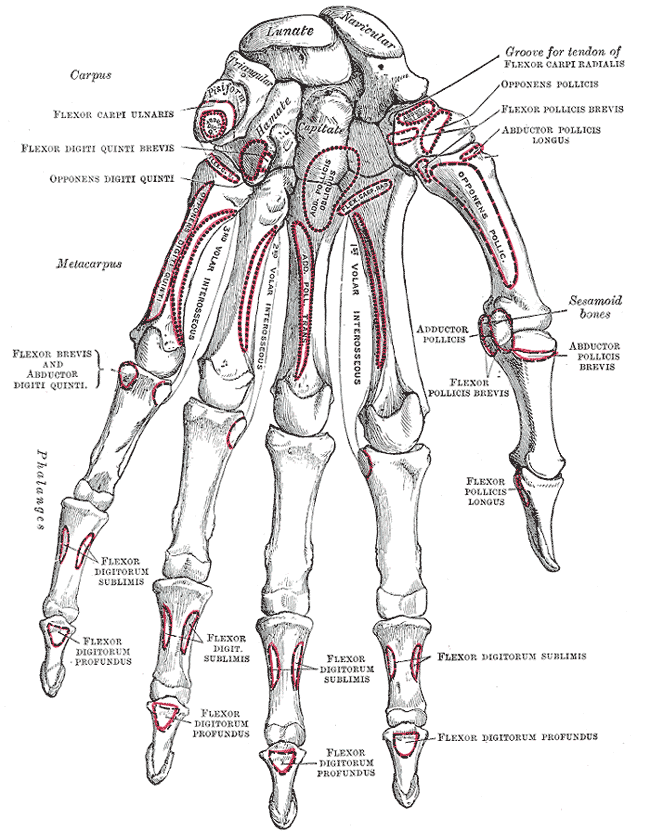
Скелет кисти руки человека

Кисть в анатомии (лат. manus) — дистальная часть верхней конечности.

## Кости и соединения костей кисти
Скелет кисти составляют кости запястья, кости пясти и кости пальцев (фаланги). Запястье состоит из восьми коротких губчатых костей, расположенных в два ряда, по четыре в каждом ряду:
- верхний: ладьевидная (os scaphoideum), полулунная (os lunatum), трёхгранная (os triquetrum), гороховидная (os pisiforme);
- нижний: кость-трапеция (os trapezium), трапециевидная (os trapezoideum), головчатая (os capitatum), крючковидная (os hamatum) кости[1].

Нижние концы лучевой и локтевой костей соединяются с костями запястья, образуя сложный лучезапястный сустав, в котором возможно вращение по двум осям (сагиттальной отведение / приведение и фронтальной — сгибание / разгибание).
Кости нижнего ряда соединяются вверху с костями верхнего ряда, внизу — с костями пястья, а также между собой, образуя малоподвижные суставы.
Следующий ряд костей кисти образуют пястные кости. Костей пять, по числу пальцев. Основания их соединяются запястными костями.
Фаланги пальцев так же, как и пястные кости, являются короткими трубчатыми костями. В каждом пальце имеется по три фаланги: основная (проксимальная), средняя и концевая или ногтевая (дистальная). Исключение составляет большой палец, который образован только двумя фалангами — основной и ногтевой. Между пястной костью и фалангами каждого пальца образуются подвижные сочленения.
Кисть имеет три отдела: запястье (carpus), пястье (ossae metacarpi) и пальцы (digitus mani).

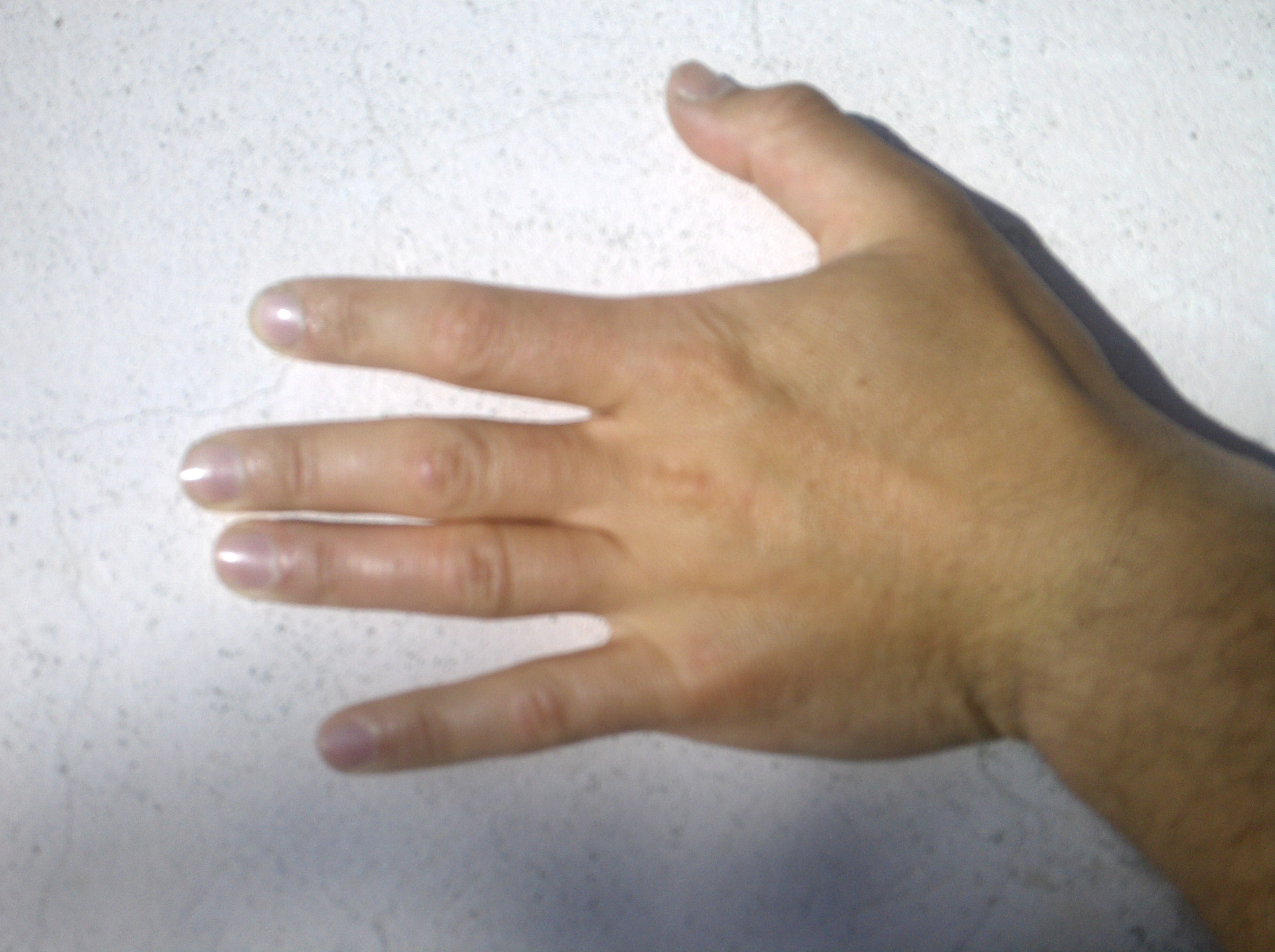
Кисть

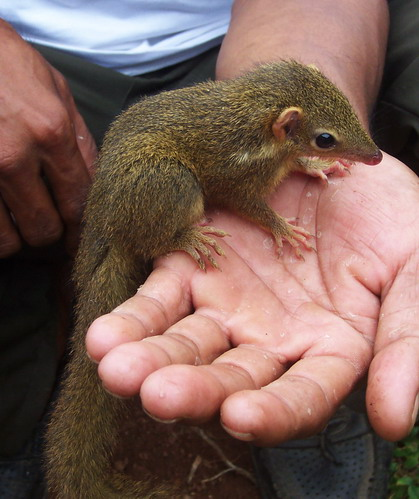
Tupaia javanica, Homo sapiens

### Кости запястья
Проксимальный ряд составляют следующие кости, если идти со стороны большого пальца в сторону пятого пальца: ладьевидная, полулунная, трёхгранная и гороховидная.
Дистальный ряд составляют также четыре кости: многоугольная, трапециевидная, головчатая и крючковидная, которая своим крючком обращена к ладонной стороне кисти.
Проксимальный ряд костей запястья образует выпуклую в сторону лучевой кости суставную поверхность. Дистальный ряд соединяется с проксимальным при помощи сустава неправильной формы.
Кости запястья лежат в разных плоскостях и образуют жёлоб (борозду запястья) на ладонной поверхности и выпуклость на тыльной. В борозде запястья проходят сухожилия мышц-сгибателей пальцев. Её внутренний край ограничен гороховидной костью и крючком крючковидной кости, которые легко прощупываются; наружный край составлен двумя костями — ладьевидной и трапецией.

### Кости пясти
Пясть состоит из пяти трубчатых пястных костей. Пястная кость первого пальца короче остальных, но отличается своей массивностью. Наиболее длинной является вторая пястная кость. Следующие кости по направлению к локтевому краю кисти уменьшаются в длине. Каждая пястная кость имеет основание, тело и головку.
Основания пястных костей сочленяются с костями запястья. Основания первой и пятой пястных костей имеют суставные поверхности седловидной формы, а остальные — плоские суставные поверхности. Головки пястных костей имеют полушаровидную суставную поверхность и сочленяются с проксимальными фалангами пальцев.

### Кости пальцев
Каждый палец состоит из трёх фаланг: проксимальной, средней и дистальной. Исключение составляет первый палец, имеющий только две фаланги — проксимальную и дистальную. Проксимальные фаланги являются наиболее длинными, дистальные — наиболее короткими. Каждая фаланга имеет среднюю часть — тело и два конца — проксимальный и дистальный. На проксимальном конце находится основание фаланги, а на дистальном — головка фаланги. На каждом конце фаланги имеются суставные поверхности для сочленения с соседними костями.

### Сесамовидные кости кисти
Кроме указанных костей кисть имеет ещё сесамовидные кости, которые расположены в толще сухожилий между пястной костью большого пальца и его проксимальной фалангой. Встречаются также непостоянные сесамовидные кости между пястной костью и проксимальной фалангой второго и пятого пальцев. Сесамовидные кости расположены обычно на ладонной поверхности, но изредка встречаются и на тыльной поверхности. К сесамовидным костям относят и гороховидную кость. Все сесамовидные кости, равно как и все отростки костей, увеличивают плечо силы тех мышц, которые к ним прикрепляются.

## Суставы кисти

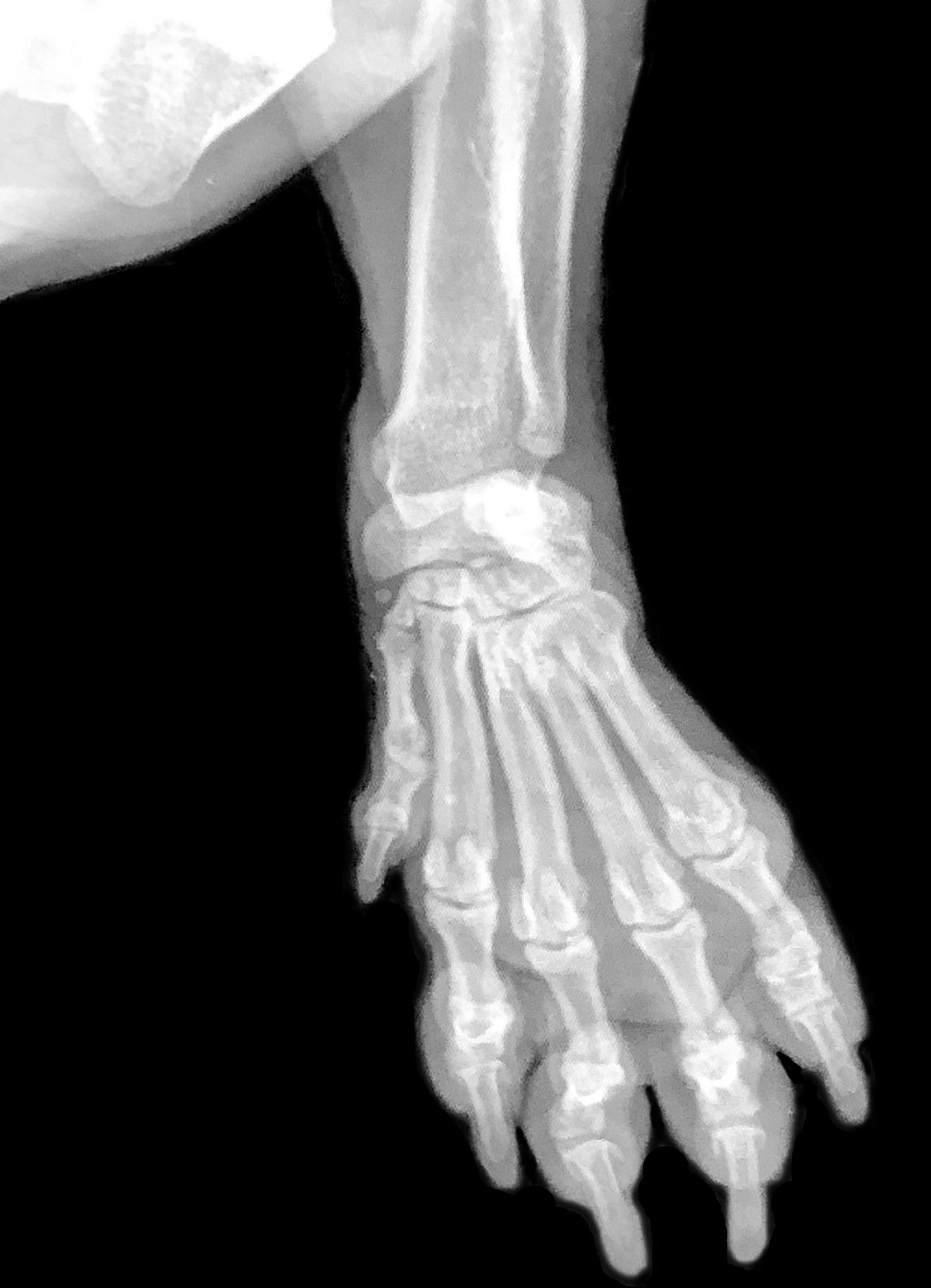
Рентгеновский снимок передней лапы собаки

### Лучезапястный сустав
В образовании этого сустава принимают участие лучевая кость и кости проксимального ряда запястья: ладьевидная, полулунная и трёхгранная. Локтевая кость до поверхности луче-запястного сустава не доходит (она «дополняется» суставным диском). Таким образом, в образовании локтевого сустава наибольшую роль из двух костей предплечья играет локтевая кость, а в образовании луче-запястного сустава — лучевая кость.
В луче-запястном суставе, имеющем эллипсовидную (яйцевидную) форму, возможны сгибание и разгибание, приведение и отведение кисти. Пронация и супинация кисти происходит вместе с одноимёнными движениями костей предплечья. Небольшое пассивное движение вращательного характера также возможно в луче-запястном суставе (на 10—12°), однако оно происходит за счет эластичности суставного хряща. Положение щели луче-запястного сустава определяется с тыльной поверхности, где она без труда обнаруживается через мягкие ткани; кроме того, её положение определяется с лучевой и локтевой сторон. С лучевой стороны в области нижней лучевой ямки можно прощупать щель между латеральным шиловидным отростком и ладьевидной костью. С локтевой стороны прощупывается углубление между головкой локтевой кости и трёхгранной костью, соответствующее локтевому участку полости луче-запястного сустава.
Движения в луче-запястном суставе тесно связаны с движениями в среднезапястном суставе, который располагается между проксимальным и дистальным рядами костей запястья. Этот сустав имеет сложную поверхность неправильной формы. Общий объём подвижности при сгибании кисти достигает 85°, при разгибании также приблизительно 85°. Приведение кисти в этих суставах возможно на 40°, а отведение — на 20°. Кроме того, в луче-запястном суставе возможно круговое движение (циркумдукция).
Луче-запястный и среднезапястный суставы укреплены многочисленными связками. Связочный аппарат кисти очень сложен. Связки располагаются на ладонной, тыльной, медиальной и латеральной поверхностях запястья, а также между отдельными костями запястья. Наиболее важными являются коллатеральные связки запястья — лучевая и локтевая. Первая идет от латерального шиловидного отростка к ладьевидной кости, вторая — от медиального шиловидного отростка — трёхгранной кости.
Между костными возвышениями на лучевой и локтевой сторонах ладонной поверхности кисти перекинута связка — удерживатель сгибателей. Она не имеет непосредственного отношения к суставам кисти, а является, по сути дела, утолщением фасции. Перекидываясь через борозду запястья, она превращает её в канал запястья, где проходят сухожилия сгибателей пальцев и срединный нерв.

### Запястно-пястные суставы кисти
Представляют собой соединения дистального ряда костей запястья с основаниями пястных костей. Эти суставы, за исключением запястно-пястного сустава большого пальца кисти, имеют плоскую форму и малоподвижны. Объём движений в них не превышает 5—10°. Подвижность в этих суставах, а также между костями запястья резко ограничена хорошо развитыми связками.
Связки, расположенные на ладонной поверхности кисти, составляют крепкий ладонный связочный аппарат. Он соединяет кости запястья между собой, а также с пястными костями. На кисти можно различить связки, идущие дугообразно, радиально и поперечно. Центральной костью связочного аппарата является головчатая, к которой прикрепляется большее число связок, чем к какой-либо другой кости запястья. Тыльные связки кисти развиты гораздо слабее, чем ладонные. Они соединяют между собой кости запястья, составляя утолщения капсул, покрывающих суставы между этими костями. Второй ряд костей запястья помимо ладонных и тыльных связок имеет также межкостные связки.
В связи с тем что кости дистального ряда запястья и четыре (II—V) кости пясти малоподвижны друг относительно друга и прочно связаны в единое целое образование, составляющее центральное костное ядро кисти, их обозначают как твёрдую основу кисти.
Запястно-пястный сустав большого пальца кисти образован многоугольной костью и основанием первой пястной кости. Суставные поверхности имеют седловидную форму. В суставе возможны следующие движения: приведение и отведение, противопоставление (оппозиция) и обратное движение (репозиция), а также круговое движение (циркумдукция). Благодаря противопоставлению большого пальца всем остальным пальцам значительно возрастает объём хватательных движений кисти. Величина подвижности в запястно-пястном суставе большого пальца составляет 45—60° при отведении и приведении и 35—40° при противопоставлении и обратном движении.

### Пястно-фаланговые суставы кисти
Образованы головками пястных костей и основаниями проксимальных фаланг пальцев. Все эти суставы имеют шаровидную форму и соответственно три взаимно перпендикулярные оси вращения, вокруг которых происходят сгибание и разгибание, приведение и отведение, а также круговое движение (циркумдукция). Сгибание и разгибание возможны на 90—100°, отведение и приведение — на 45—50°.
Пястно-фаланговые суставы укреплены коллатеральными связками, расположенными по бокам от них. С ладонной стороны капсулы этих суставов имеют добавочные связки, именуемые ладонными. Волокна их переплетаются с волокнами глубокой поперечной пястной связки, которая препятствует расхождению головок пястных костей в стороны.

### Межфаланговые суставы кисти
Имеют блоковидную форму, их оси вращения проходят поперечно. Вокруг этих осей возможно сгибание и разгибание. Объём их в проксимальных межфаланговых суставах равен 110—120°, в то время как в дистальных — 80—90°. Все межфаланговые суставы укреплены хорошо выраженными коллатеральными связками.

### Фиброзные и синовиальные влагалища сухожилий пальцев кисти
Связки, удерживатель сгибателей и удерживатель разгибателей имеют большое значение для укрепления положения проходящих под ними сухожилий мышц, особенно при сгибании и разгибании кисти: сухожилия опираются на названные связки с их внутренней поверхности, причём связки предотвращают отхождение сухожилий от костей и при сильном сокращении мышц выдерживают значительное давление.
Скольжению сухожилий мышц, переходящих с предплечья на кисть, и уменьшению трения способствуют специальные сухожильные влагалища, представляющие собой фиброзные или костно-фиброзные каналы, внутри которых находятся синовиальные влагалища, в некоторых местах выходящие за пределы этих каналов. Наибольшее число синовиальных влагалищ (6—7) расположено под удерживателем разгибателей. В образовании каналов участвуют локтевая и лучевая кости, имеющие борозды, соответствующие местам прохождения сухожилий мышц, и фиброзные перемычки, отделяющие один канал от другого, которые идут от удерживателя разгибателей к костям.
Ладонные синовиальные влагалища принадлежат проходящим в канале запястья сухожилиям сгибателей кисти и пальцев. Сухожилия поверхностного и глубокого сгибателей пальцев лежат в общем синовиальном влагалище, которое простирается до середины ладони, достигая дистальной фаланги лишь пятого пальца, а сухожилие длинного сгибателя большого пальца находится в обособленном синовиальном влагалище, которое переходит вместе с сухожилием на палец. В области ладони сухожилия мышц, идущих ко второму, третьему и четвёртому пальцам, на некотором расстоянии лишены синовиальных влагалищ и получают их вновь на пальцах. Лишь сухожилия, направляющиеся к пятому пальцу, имеют синовиальное влагалище, которое является продолжением общего синовиального влагалища для сухожилий сгибателей пальцев кисти.

## Мышцы кисти
Мускулатура кисти — это сложный комплекс из примерно 33 мышц. Большинство из них расположены в предплечье и связаны сухожилиями с фалангами пальцев через несколько суставов. Две группы мышц образуют на ладонной поверхности кисти два возвышения: thenar (тенар) — возвышение большого пальца и hypothenar (гипотенар) — возвышение мизинца.

На кисти мышцы располагаются лишь на ладонной стороне. Здесь они образуют три группы: среднюю (в среднем отделе ладонной поверхности), группу мышц большого пальца и группу мышц малого пальца. Большое число коротких мышц на кисти обусловлено тонкой дифференцировкой движений пальцев.

### Средняя группа мышц кисти
Состоит из:
- червеобразных мышц, которые начинаются от сухожилий глубокого сгибателя пальцев и прикрепляются к основанию проксимальных фаланг второго-пятого пальцев;
- ладонных и тыльных межкостных мышц, которые располагаются в межкостных промежутках между пястными костями и прикрепляются к основанию проксимальных фаланг второго-пятого пальцев.

Функция мышц средней группы состоит в том, что они участвуют в сгибании проксимальных фаланг этих пальцев. Кроме того, ладонные межкостные мышцы приводят пальцы кисти к среднему пальцу, а тыльные межкостные мышцы разводят их в стороны.

### Группа мышц большого пальца
Образует на кисти так называемое возвышение большого пальца. Они начинаются на близлежащих костях запястья и пясти. Среди них различают:
- короткая мышца, отводящая большой палец, прикрепляющаяся к его проксимальной фаланге;
- короткий сгибатель большого пальца, прикрепляющийся к наружной сесамовидной кости, расположенной у основания проксимальной фаланги большого пальца;
- мышца, противопоставляющая большой палец, идущую к первой пястной кости;
- мышца, приводящая большой палец, которая прикрепляется к внутренней сесамовидной кости, расположенной у основания проксимальной фаланги большого пальца[4].

Функция этих мышц обозначена в названии каждой мышцы.

### Группа мышц малого пальца
Образует возвышение на внутренней стороне ладони. К этой группе относятся:
- короткая ладонная мышца;
- мышца, отводящая мизинец;
- короткий сгибатель мизинца;
- мышца, противопоставляющая мизинец.

Они начинаются от близлежащих костей запястья и прикрепляются к основанию проксимальной фаланги пятого пальца и пятой пястной кости. Их функция определяется названием самих мышц.